# مايكل كولينز (روائي)
مايكل كولينز (بالإنجليزية: Michael Collins)‏ (و. 1964  م) هو روائي، وعداء ألتراماراثون أيرلندي، ولد في ليمريك.

## التعليم
تعلم في جامعة إلينوي في شيكاغو
.

## روابط خارجية
- مايكل كولينز على موقع الاتحاد الألماني للألترا ماراثون (الإنجليزية)